# 格雷格·海德
格雷戈里·佩克·海德（英語：Gregory Peck Hyder，1948年6月21日—），美国NBA联盟前职业篮球运动员。他在1970年的NBA选秀中第3轮第39顺位被辛辛纳提皇家选中。